# Високошвидкісна залізниця Ташкент — Самарканд

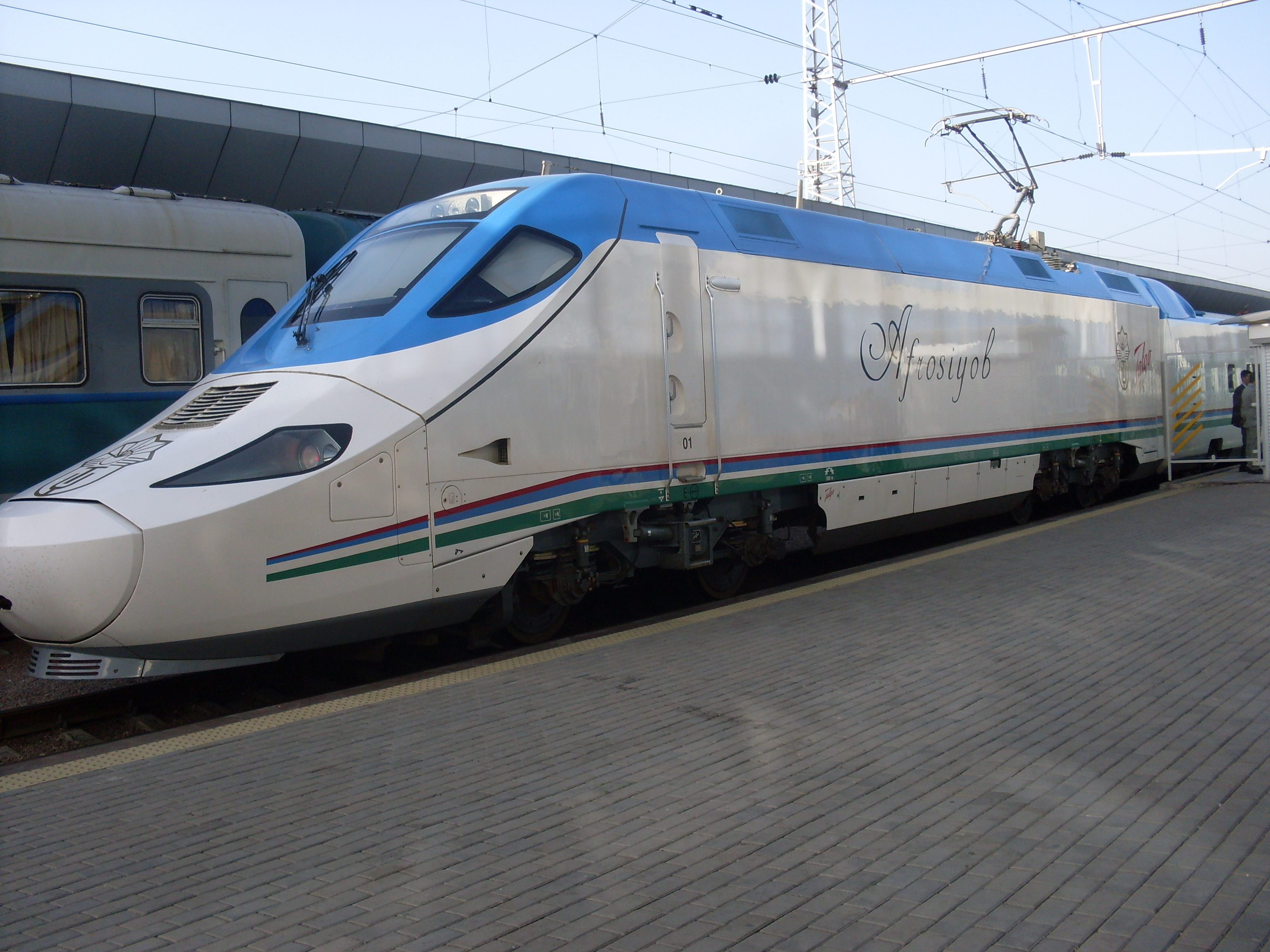
Електропоїзд Afrosiyob

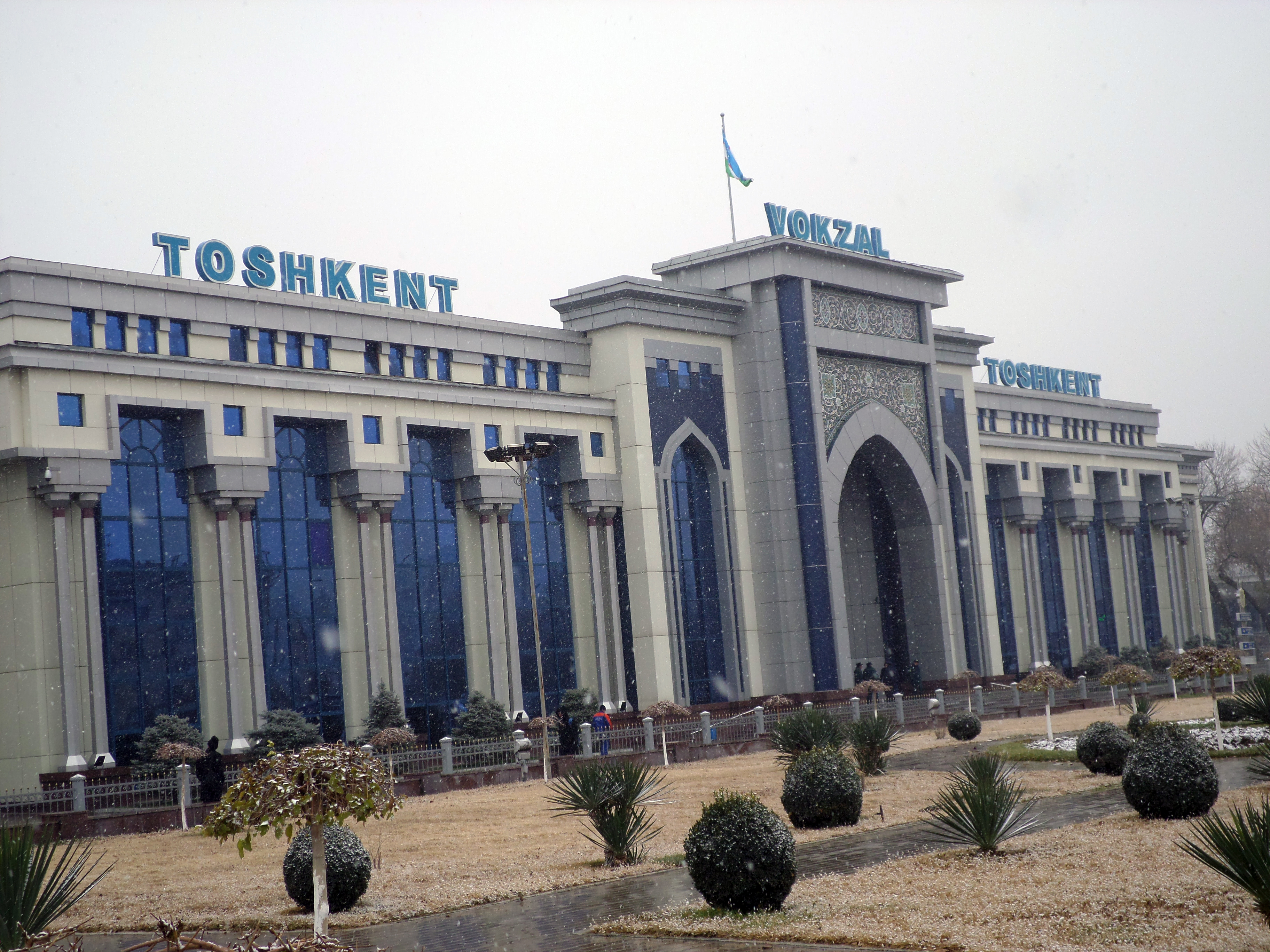
Ташкент, вокзал

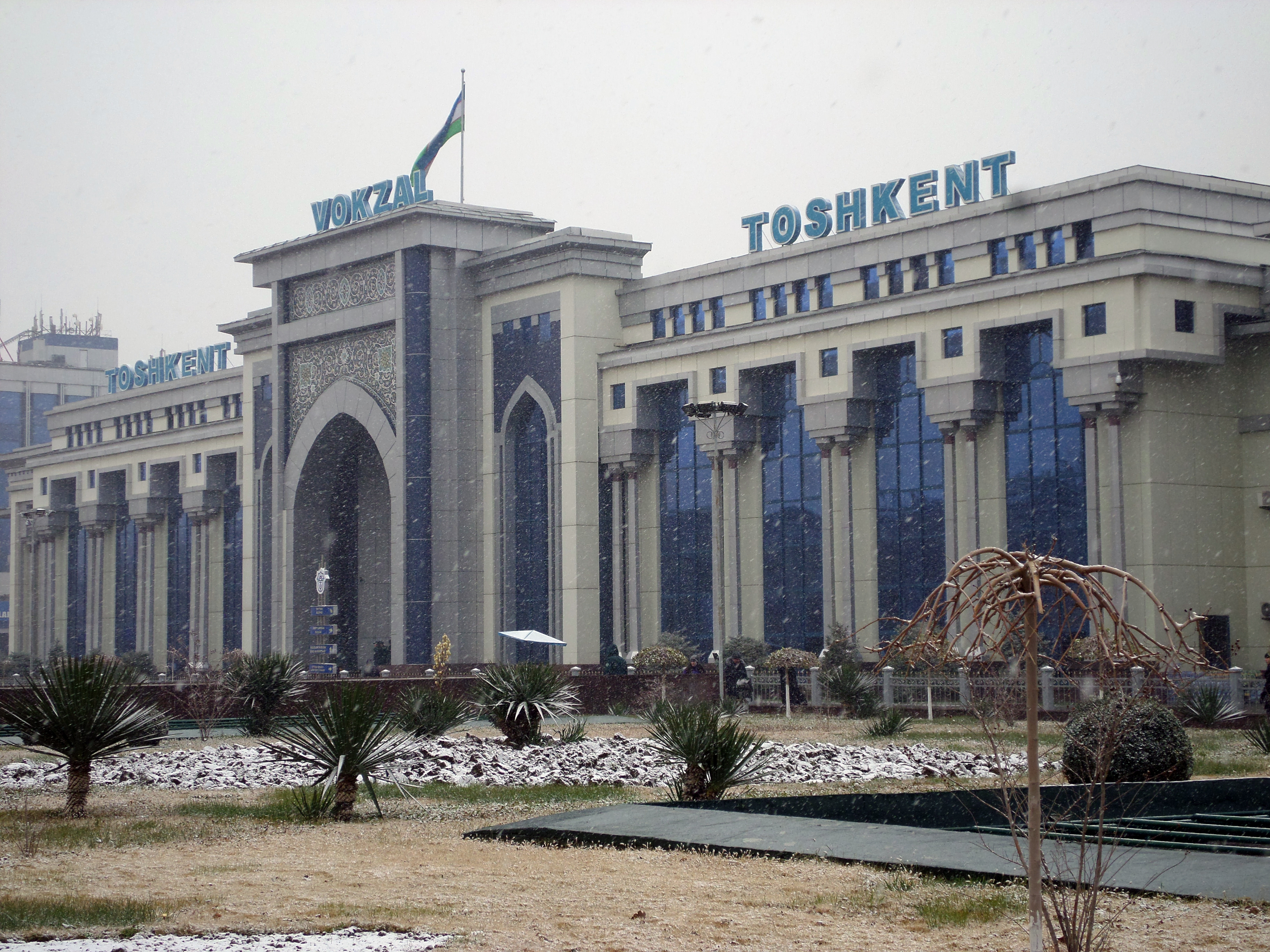
Ташкент, вокзал

Високошвидкісна залізниця Ташкент-Самарканд — швидкісна залізниця завдовжки 344 кілометри, що з'єднує два найбільших міста Узбекистану — Ташкент і Самарканд. 
Залізниця проходить через 4 області: Ташкентську, Сирдар'їнську, Джиззацьку та Самаркандську. Лінію обслуговує потяг «Afrosiyob», що курсує 7 днів на тиждень.

## Вартість проїзду
Вартість квитка за маршрутом у 2013 році становила 50 000 сумів (~24$) в економ-класі, 68 000 сумів (~33$) в бізнес-класі і 97 000 сумів (~48$) у VIP-класі.

## Інші проєкти
Узбекистан планує реалізувати проект по запуску нової швидкісної залізниці вартістю $ 520 млн. до 2015. Цей проект з будівництва швидкісної магістралі Самарканд-Бухара-Карші буде здійснено за рахунок кредитів Азійського банку розвитку, Японського агентства міжнародного співробітництва (англ. JICA) на суму $ 520 млн. і власних коштів компанії. Загальна вартість проекту становить $961,5 млн. 
Ачілбай Рамат заявив, що компанія планує закупити у іспанської «Patentes Talgo S. A.» додатково від 2 до 4 швидкісних поїздів.
При успішній реалізації цього проекту, жителі та гості міста Навої отримають можливість скоротити час поїздки до столиці. За підрахунками цей швидкісний поїзд повинен подолати відстань Навої-Ташкент за 3-3,5 години. Для порівняння, у потяга «Шарк», що вже курсує, ця відстань долається за 6 годин.